# キャロライン・レコード
キャロライン・レコード (Caroline Records) は、ユニバーサル ミュージック グループのキャピトル・ミュージック・グループに属するレコードレーベルおよび音楽流通会社。世界最大のインディペンデントディストリビューターの一つであり、ハリウッド、ロンドン、パリ、ベルリン、アムステルダム、メヘレン、 マドリード、リスボン、ストックホルム、オスロ、メルボルン、メキシコシティ、そして東京（ユニバーサルミュージック内）にオフィスを構えている。流通をキャロラインに委託しているレーベルにはATOレコード、メキシカン・サマー、Gユニット・レコードなどがある。

## 歴史
1973年にリチャード・ブランソンによるヴァージン・レコード・アメリカ傘下のインディーズレーベルとしてアメリカ合衆国ニューヨークに設立された。最初のリリースはトニー・コンラッドとファウストとの共作『Outside the Dream Syndicate』であり、 初期は エッグ、 ゴング、ギルガメッシュ、ヘンリー・カウ、フレッド・フリス、タンジェリン・ドリーム、ロル・コックスヒルなどプログレッシブ・ロックやジャズのアーティストを主に扱っていた。1980年代以降はキャバレー・ヴォルテール、バッド・ブレインズ、スイサイダル・テンデンシーズ、プライマス、ホワイト・ゾンビ、スワンズ、プッシー・ガロア、ジョン・スペンサー・ブルース・エクスプロージョン、モンスター・マグネット、ヒートマイザー（エリオット・スミスが在籍）といったバンドがキャロラインから作品をリリースした。また、サブ・ポップが黎明期にキャロラインに流通を委託していた。
著名なリリースとしてスマッシング・パンプキンズのデビューアルバム『ギッシュ』、ホールのデビューアルバム『プリティ・オン・ジ・インサイド』、ベン・フォールズ・ファイヴの同名のデビューアルバムなどが挙げられる。